# Krottendorf (Ausztria)
Krottendorf település Ausztriában, Stájerország tartományban, 2015 óta Weiz város része. Tengerszint feletti magassága 435 méter, területe 12,44 km². Lakosainak száma 2383 fő.

## Közigazgatás
A település részei:
- Büchl (209,95 ha; 273 fő, 2011. október 31-én)
- Farcha (118,51 ha: 99 fő)
- Krottendorf (339,58 ha; 856 fő)
- Nöstl (161,37 ha; 303 fő)
- Preding (295,36 ha; 743 fő)
- Regerstätten (116,41 ha; 43 fő)